# آق‌بوغدای
آق‌بوغدای  (به ترکمنی: Ak bugdaý ، آق بوُغدای)، سابقا تا آوریل ۱۹۷۷ گاورس (به ترکمنی: Gäwers ، گأورس ) یک منطقهٔ مسکونی در ترکمنستان است که در استان آخال واقع شده‌است.